# Sint-Jan-Evangelistkerk (Hooge Mierde)

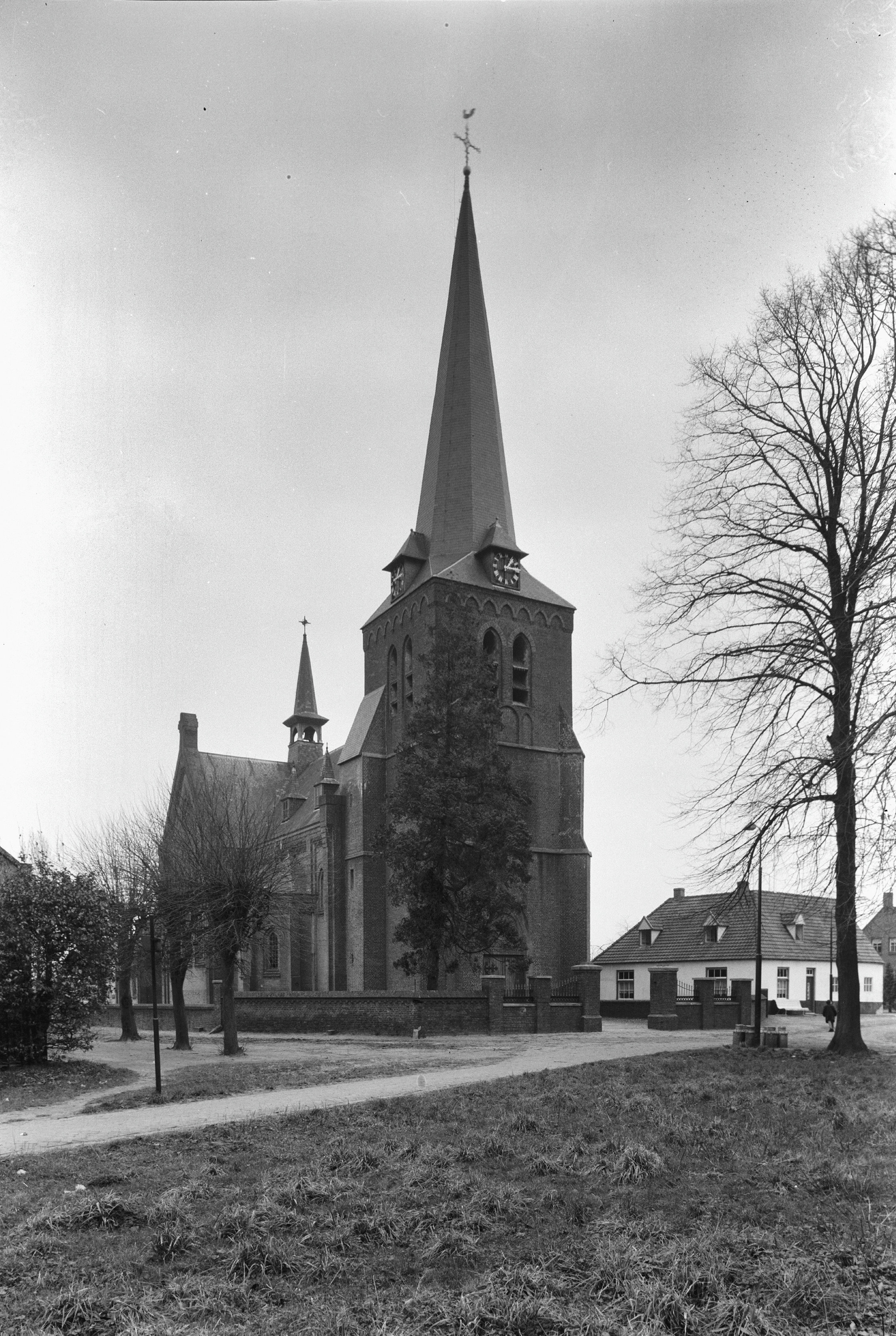
Sint-Jan-Evangelistkerk

De Sint-Jan-Evangelistkerk is de voormalige parochiekerk van de tot de Noord-Brabantse gemeente Reusel-De Mierden behorende plaats Hooge Mierde. De kerk is gelegen aan de Schoolstraat 9.

## Geschiedenis
Hooge Mierde vormde aanvankelijk één parochie samen met Lage Mierde. Al in 1201 werd vermeld dat de Abdij van Floreffe in bezit was van het patronaatsrecht. In 1212 verkreeg de Abdij van Averbode het tiendrecht over de parochie. Dit leidde tot een conflict tussen beide abdijen aangaande het patronaatsrecht. Uiteindelijk werd, in 1520, besloten om het patronaatsrecht van Lage Mierde aan Floreffe en dat van Hooge Mierde aan Averbode te doen toekomen. Tot 1820 behoorde het patronaatsrecht van Hooge Mierde aan Averbode.
De kerk was van 1648 tot 1800 door de hervormden in gebruik geweest en in verval geraakt, gezien het geringe aantal protestanten. De katholieken maakten daarop gebruik van een grenskerk die op het grondgebied van Arendonk lag. Vanaf 1673 konden de katholieken over een schuurkerk beschikken die in 1758 nog werd vernieuwd. De oorspronkelijke kerk die ze in 1800 weer terugkregen was in vervallen staat en kon pas in 1820, na de nodige herstellingen, weer in gebruik worden genomen. Uiteindelijk werd in 1922 de oude kerk gesloopt en een nieuwe gebouwd, maar de toren bleef behouden.
De kerk werd in 2015 onttrokken aan de eredienst. Sindsdien doet het gebouw dienst als museumruimte.

## Gebouw
Het betreft een neogotische kruiskerk met voorgebouwde 15e-eeuwse gotische toren van drie geledingen, voorzien van steunberen en een traptorentje in de zuidoosthoek. De kerk werd ontworpen door Henricus Bonsel.

## Interieur
In de kerk bevindt zich een kruisbeeld uit ongeveer 1500, een Maria op de Maansikkel uit 1650, een 18e-eeuws kruisbeeld en een grafzerk waarop de symbolen der evangelisten staan afgebeeld. In 1805 ontstond de Sint-Corneliusverering, die vooral in de 19e eeuw haar bloeitijd kende. 
Er is een Corneliusbeeld in de kerk aanwezig. Ook een kostbaar houten Corneliusbeeld is in het bezit van de parochie, maar het wordt op een veiliger plaats bewaard.